# Stipendium
Ein Stipendium (lateinisch stipendium ‚Zahlung eines Betrages, Sold, Löhnung‘) ist eine finanzielle oder ideelle Förderung für Künstler, Sportler, Schüler, Studenten oder Jungwissenschaftler (die dann als Stipendiaten bezeichnet werden) und ist als solches ein wesentliches Element der Begabtenförderung.

## Begriffsgeschichte
In der frühen Römischen Republik war das Stipendium eine Ausgleichszahlung, die die römischen Soldaten, zu dieser Zeit noch keine Berufslegionäre, für kriegsbedingte Verdienstausfälle erhielten. Im 16./17. Jahrhundert erfuhr der Begriff des Stipendiums einen Bedeutungswandel, den er anscheinend bis ins 18. Jahrhundert in seiner Vieldeutigkeit behielt. Bei einem ersten Blick in Georges Ausführliches Lateinisch-Deutsches Handwörterbuch erfährt man seine Zusammensetzung aus „stips und pendo“ und dass es „einzeln gezahlt wird“. Als Übersetzungsmöglichkeiten werden folgende angegeben: Steuer, Tribut, Kontribution, Zoll, Strafe, Beistand, Unterstützung, Sold, Löhnung, metonymisch auch Kriegsdienst und kriegerische Laufbahn. Über die einzelnen Wortbestandteile informiert das Deutsche Fremdwörterbuch genauer: „stips ‚Geldbeitrag, Spende‘ […] und pendere ‚wägen, zahlen‘“, wobei hier eine genauere Erklärung zu „stips“ fehlt.
Aber hier hilft der Krünitz weiter: „Stips, bei den Römern, ein As, oder wenigstens sollte es so viel sein. […] Man gab diese Münze als ein Almosen, oder wenn freiwillige Kollekten gesammelt wurden.“ Daraus erklärt sich dann seine spätere Wandlung zur Beihilfe für Lernende. Vorerst jedoch begannen die römischen Bürger diese Münze auch den Gladiatoren zu geben bzw. bei Begräbnissen von Männern, die sich um den Staat verdient gemacht hatten. Im Mittellateinischen wurde stips dann „‚Almosen für ärmere Schüler‘“ bezeichnet. Um 1500 entlehnte man das „Stipendium“ in der Bedeutung „Lebensunterhalt; (kirchliche) Pfründe; Einkommen, Gehalt eines Lehrers, Rektors“.
Mit Beginn des 16. Jahrhunderts trat die heutige Bedeutung erstmals in den Quellen auf: „‚finanzielle Unterstützung, Ausbildungsbeihilfe; Studien-, Forschungsbeihilfe‘ für bedürftige, förderungswürdige Schüler, Studenten, (jüngere) Wissenschaftler und Künstler, früher auch für ‚Freiplätze im Alumnat einer Schul- und Lehranstalt, in der Burse einer Universität’“ verwendet. Man verwendete Stipendium somit auch als Synonym für Alumnat, Freiplatz, Freistelle, „gelegentlich auch für das Gemeinschaftshaus, die Burse, gebraucht, weil vielfach ein Freiplatz in einem solchen mit einem Stipendium verbunden ist“.
Allerdings wurde der Begriff schon Ende des 16. Jahrhunderts auch auf nicht-schulische Bereiche ausgedehnt als „‚finanzielle Unterstützung, Unterhaltung; (Geld-)Stiftung; (festes) Handgeld für bestimmte Zwecke‘, speziell seit späterem 19. Jahrhundert [ist er] im kirchlichen Bereich nachgewiesen für ‚Stiftung zur Finanzierung von Messen, bes. von Seelenmessen; Messhandgeld für Priester oder Mesner‘.“ Daher findet man in vielen kirchlichen Nachschlagewerken den Verweis auf das „Messstipendium“. In den Quellennachweisen des Deutschen Fremdwörterbuchs finden sich dann noch weitere synonyme Verwendungen: Soldt, pfrunden, Almosen, Beneficien, Freytisch-stellen, Bursche, Salaria, Donatio, Dotates, Legatum, Subsidium, Stiftung.

## Vergabepraxis und Stipendienleistungen
Stipendien werden aufgrund von politischen und sozialen Kriterien oder besonders guten Leistungen gewährt. Sie dienen auch der Förderung der Forschung in bestimmten Bereichen. Ein Stipendium kann bereits zu Beginn eines Studiums gezahlt werden oder auch für bestimmte Phasen einer akademischen Laufbahn, zum Beispiel für eine Dissertation. In vielen Fällen wird das Geld direkt an die Studierenden ausgezahlt, und zwar entweder als Zuschuss oder zur Deckung der gesamten Kosten während der Laufzeit. Stipendien werden von verschiedenen Organisationen, zum Beispiel von Stiftungen, Verbänden oder auch von den Bildungseinrichtungen selbst gewährt. Im angloamerikanischen Raum ist ein Stipendium eine bewährte Praxis, da es dort – im Vergleich zu Deutschland – sehr viele Privatschulen und nur wenige staatliche Hochschulen gibt.

### Deutschland
In Deutschland muss man sich für ein Stipendium meist bei einer Stiftung bewerben, die Begabtenförderung betreibt. Einige der größten Begabtenförderungswerke erhalten vom BMBF die Mittel zur finanziellen Förderung ihrer Stipendiaten. Weiterhin gibt es die Möglichkeit, sich bei seiner Heimathochschule für das Deutschlandstipendium zu bewerben, das eine finanzielle Förderung von 300 Euro pro Monat umfasst. Zudem vergeben die außerhochschulischen Forschungseinrichtungen Helmholtz-Gemeinschaft, Fraunhofer-Gesellschaft, Max-Planck-Gesellschaft und Leibniz-Gemeinschaft Stipendien an Promovierende und PostDocs. Auch Unternehmen, Gemeinden oder Privatpersonen vergeben Stipendien.
Manche dieser Stiftungen sind politischer oder kirchlicher Natur, das heißt man muss zum Beispiel bei einer parteinahen Stiftung nachweisen können, dass man für die Prinzipien der „Mutter-Partei“ zumindest aufgeschlossen ist. Die Stiftungen der christlichen Kirchen verlangen neben der Mitgliedschaft auch einen thematischen Bezug zur Religion bzw. Theologie. Trifft dies nicht zu, so wird das Stipendium auch bei hervorragenden akademischen Leistungen nicht zugesagt; trotzdem werden auch in die parteinahen Stiftungen Stipendiaten aufgenommen, die zwar im Grundsatz mit den jeweiligen Idealen übereinstimmen, im Detail aber durchaus Kritik äußern und Wert darauf legen, weiterhin eine parteipolitisch offene Haltung einzunehmen. Entscheidend für die Aufnahme ins Stipendium sind aber vor allem auch die charakterlichen Eigenschaften des Bewerbers, die durch ein soziales, gesellschaftliches oder politisches Engagement nachzuweisen sind, denn die Stiftungen legen darauf Wert, verantwortungsbewusste junge Menschen zu fördern.
Die Vergabemodi sind bei den jeweiligen Stiftungen unterschiedlich. So gibt es zumeist eine schriftliche Bewerbung (auf Vorschlag und schriftliche Gutachten zumeist zweier Dozenten hin) in der ersten Runde, danach Auswahltagungen oder direkt Auswahlgespräche am Hochschulort. Das Prozedere kann mitunter Einzelpräsentationen, Klausuren und Gruppendiskussionen enthalten, auf jeden Fall aber persönliche Auswahlgespräche.
Die konkreten Leistungen enthalten eine monatliche Förderung, welche sich teilweise am aktuellen BAföG-Satz orientiert. Es gibt auch davon unabhängige sogenannte Studienkostenpauschalen (früher: Büchergeld). Der Zugang zu Praktika wird erleichtert und es werden akademische sowie wirtschaftliche Beziehungen vermittelt. Es gibt Zuschläge bei einem Auslandsaufenthalt sowie unter Umständen Zuschüsse zu Krankenversicherungen. Als „Gegenleistung“ sind bei den meisten Stiftungen die Teilnahme an Stiftungsseminaren, Treffen in den Stipendiatengruppen sowie das Verfassen von Jahresberichten verpflichtend. Mit manchen Stipendien ist auch die Möglichkeit der kostenlosen Teilnahme an Seminaren, Workshops, Exkursionen, Ferienakademien oder Sprachkursen verbunden.
Es gibt jedoch auch allgemeine Stipendien, die beispielsweise hochbegabte Schüler oder Studenten zur Förderung aufnehmen, ohne auf deren politische oder religiöse Einstellung zu achten. Bei Studenten und Wissenschaftlern werden die Bedingungen für ein Stipendium meist erst in höheren Semestern erfüllt, da man oft erst ab diesem Zeitpunkt entsprechende Noten bzw. Leistungsnachweise vorweisen kann. Doktoranden bekommen zum Beispiel ein zeitlich befristetes Stipendium nur, nachdem ihre Projekte und Lebensläufe mehrfach begutachtet wurden.
Um ein sogenanntes Graduiertenstipendium können sich diejenigen bewerben, welchen bereits ein akademischer Grad verliehen wurde. Die Vergabe trägt finanziell zur Vertiefung des Studiums oder Durchführung von Forschungsvorhaben Graduierter bei. Graduiertenstipendien werden beispielsweise vom Deutschen Akademischen Austauschdienst (DAAD) vergeben.
Eine Sonderstellung nimmt das Aufstiegsstipendium des Bundesministeriums für Bildung und Forschung ein. Das Programm richtet sich an besonders engagierte und motivierte Berufserfahrene und unterstützt ein erstes Hochschulstudium. Wichtige Voraussetzungen für eine Bewerbung sind eine abgeschlossene Berufsausbildung, mindestens zwei Jahre Berufserfahrung nach der Ausbildung sowie ein Beleg für die besondere berufliche Leistungsfähigkeit (u. a. Gesamtnote der Ausbildungsprüfung oder ein begründeter Vorschlag des Arbeitgebers). Die Bewerbung erfolgt in der Regel vor Beginn eines Studiums. Eine formale Altersgrenze besteht nicht.
Es gibt besondere Auslandsstipendien, mit denen Nachwuchswissenschaftler ein Auslandsjahr finanzieren können. Eine Besonderheit unter den Auslandsstipendien ist das Reisestipendium des Deutschen Archäologischen Instituts.
Auch im kulturellen-künstlerischen Bereich gibt es eine Vielzahl von Stipendien, die Auszeichnungs- oder Preischarakter haben. Hier nur einige Beispiele: Die Stipendien der Villa Massimo, die Residenzstipendien der Stiftung Künstlerdorf Schöppingen oder die Stipendien der Akademie der Künste in Berlin.
Darüber hinaus werden bei solchen Künstlerstipendien neben der reinen Geldzuwendung vor allem auch Atelierplätze für die Stipendiaten bereitgestellt.
Die Begabtenförderungswerke unterstützten 2006 zusammen knapp 14.000 Studenten. Dabei entfallen (einkommensabhängig vergebene) Vollstipendien auf rund ein Viertel der Geförderten.
Da überwiegend Studierende aus finanziell gutgestellten Elternhäusern Stipendien erhalten, wird das gegenwärtige System regelmäßig als sozial ungerechte „Elitenförderung“ kritisiert.

#### Unternehmensstipendien
In Deutschland bieten auch zunehmend Unternehmen Stipendien für Studierende an. Dies erfolgt häufig über Unternehmensstiftungen. Hierzu zählen beispielsweise die Stipendien der Bayer-Foundation (Bayer AG) oder der Rheinstahl Stiftung (ThyssenKrupp). Dem gegenüber stehen Stipendien, die direkt von Unternehmen an Studierende vergeben werden. Das trifft unter anderem auf das "Fastlane-Programm" von BMW oder das "Master Stipendium" von Volkswagen zu. Neben monatlichen Geldzahlungen steht bei Unternehmensstipendien meist der Aufbau von Netzwerken und das Erlangen von Praxiserfahrungen im Vordergrund, etwa über Pflichteinsätze oder freiwillige Praktika. Eine Übernahme in eine Festanstellung nach Abschluss des Studiums kann ebenfalls Teil eines Unternehmensstipendiums sein. Für Unternehmen bietet die Vergabe von Stipendien die Möglichkeit, frühzeitig Talente zu fördern und an das Unternehmen zu binden.

#### Sozialversicherung
Im Gegensatz zu Anstellungen beinhalten Stipendien meist keine soziale Absicherung wie Rentenversicherung, Mutterschutz, Krankenversicherung usw. Auch die Frage der Unfallversicherung ist teilweise unklar. Allerdings dürfen Stipendien nur vergeben werden, wenn die Tätigkeiten des Stipendiaten weisungsfrei sind. Es gibt Hinweise darauf, dass die Forschungseinrichtungen Stipendien vergeben und die Stipendiaten dennoch zu Dienstleistungen in Lehre und Forschung verpflichtet sind. Dabei kann es sich im Einzelfall um Sozialversicherungsbetrug handeln, da der Stipendiengeber die betroffene Person eigentlich anstellen müsste. Betroffene haben die Möglichkeit, über ein Statusfeststellungsverfahren klären zu lassen, ob nicht eigentlich Sozialabgaben fällig wären. Diese müssen ggf. vom Stipendiengeber nachentrichtet werden. In der Vergangenheit führte die Aufdeckung entsprechend missbräuchlicher Praktiken zu großflächigen Änderungen in der Vergabepraxis.

#### Steuerrecht
Stipendien sind in Deutschland meist steuerfreie Einkünfte beim Empfänger nach § 3 Nr. 44 EStG, wenn alle gesetzlichen Voraussetzungen vorliegen, wobei es nicht darauf ankommt, ob durch eine inländische oder eine im EU- sowie EWR-Raum ansässige gemeinnützige Körperschaft die Leistung erfolgt.

### Österreich
In Österreich werden Stipendien sowohl von der Studienbeihilfenbehörde als auch von der Akademie der Wissenschaften oder den Fonds der Nationalbank vergeben. Es wird unterschieden zwischen der einkommensabhängigen Studienbeihilfe und den Leistungsstipendien, über deren Vergabe der Notenschnitt entscheidet.

### Schweiz
Das Stipendienwesen in der Schweiz besteht einerseits aus den kantonalen Stipendiengebern und andererseits aus zahlreichen privaten Stiftungen, Fonds und Vereinen.

## Geschichte
Ein Stipendium ist eine freiwillige Gabe von Mitteln für die Unterstützung eines Bedürftigen in seiner Aus- und Weiterbildung. Meist sind dies Gelder, die aus der Stadt- oder Staatskasse bzw. aus testamentarischen Hinterlassenschaften/Stiftungen herrühren. Entsprechend dem Stifter werden sie „Fürstliche, Gräfliche, Adeliche, Raths-Stipendien u.d.g. genannt.“ Wenn sie für bestimmte Studiengänge bestimmt sind, so sind es juristische, medizinische oder theologische Stipendien. Wird ein Stipendium nur an Familienmitglieder weitergegeben, so handelt es sich um ein „Familien- oder Geschlechts-Stipendium“. Entsprechend der Höhe des Geldes unterscheidet man in Kleine und Große Stipendien. Je nachdem ob ein Stipendium für einen Schüler oder einen Studenten ist, spricht man von einem „Schul- oder Academischem Stipendium“.
Diese Klassifizierungen finden sich schon im Zedler Universallexicon, das im zweiten Drittel des 18. Jahrhunderts entstanden ist, und sie können als erste zusammenfassende Darstellung des Stipendienwesens für Kur-Sachsen betrachtet werden, aber auch für das Reich, wie sich später noch zeigen wird. Ein Stipendium ist immer an verschiedene Verpflichtungen gebunden, die der Stipendiat erfüllen muss, dies kann sowohl während als auch nach der Ausbildung gefordert sein. Entweder dass er verschiedene Leistungen erbringt, sich in den Dienst des Stifters stellt für eine festgelegte Zeit und andere Forderungen, die immer individuell vom Stipendiengeber abhängen.
Die Oekonomische Encyklopädie von Krünitz vom Ende des 18. Jahrhunderts zeigt, dass die Stipendienvergabe in dieser Zeit auch auf das Handwerk und die Künste ausgedehnt wurde und nicht nur für Studierende gedacht war, da man erkannt hatte, dass auch diese Ausbildungszweige wichtig sind für die Wohlfahrt des Staates. Bzw. formulierte es Weissenberger im Lexikon der Pädagogik von 1915 noch treffender: „Staat u. Kirche, Gesellschaft u. Bürgertum, kurz das gesamte geistige Leben eines Volkes wird von der Einrichtung u. Gewährung von S. [Stipendien] aufs innigste berührt.“
Die Verwaltung der Stipendien oblag zunächst einem vom Stifter eingesetzten Verwalter oder einem Verwaltungskomitee. Mit der frühneuzeitlichen Staatsausbildung und dann noch einmal verstärkt mit der einsetzenden Reformation werden die protestantischen Obrigkeiten zu Verwaltern des kirchlichen Stiftungsgutes, da das Kirchengut in Gemeindeeigentum umgewandelt wurde. Somit mussten die Stiftungen neu geordnet werden und damit auch die Stipendien. „Nachdem die Reichspolizeiordnung von 1577 (Art. XXVII § 2 und Art. XXXII § 4) die weltliche Obrigkeit zur Aufsicht über die Stiftungen verpflichtet hatte, wurden nunmehr Grundsätze einer ‚Stiftungspolizei’ entwickelt.“
Die Landesherren erließen Gesetze, die die Verwaltung der Stiftungen regelten und deren Säkularisierung beförderten. Die einzelnen Obrigkeiten erließen konkrete Stipendienordnungen, wie sie bei Zedler für Kursachsen ausgeführt sind. Da viele Stiftungen von Privatpersonen den Lehranstalten direkt vermacht wurden, unterstanden sie der Verwaltung der Kirche, da die Schulbildung noch immer Sache der Kirchen war. Erst im 19. Jahrhundert übernahm der Staat die Organisation des Bildungssystems, so dass dann die Verwaltung der Stipendien in sein Ressort fiel. Ein nächster Schritt wurde in der Weimarer Verfassung getan; In ihr wurde im Artikel 146 Absatz 1 und 3 festgelegt, dass fähigen Schülern der Zugang zu höheren Schulen durch den Staat ermöglicht werden muss und das finanzielle Unvermögen nicht für den Abbruch der Schulbildung ursächlich sein durfte.
Den weniger bemittelten Kindern wurde das Schulgeld entweder teilweise oder ganz erlassen. Nach 1945 übernahm man diese Artikel in das Grundgesetz für die Bundesrepublik Deutschland, und einige Länder erweiterten diese Bestimmung bis zur Schulgeld- und Lernmittelfreiheit. Hier sind es nur noch im sehr weit gefassten Sinne Stipendien, da dies zu einem Recht erklärt wird und somit nicht mehr die freiwillige Gabe des Stifters ursächlich ist. Heute gibt es eine Vielzahl von privaten und öffentlichen Einrichtungen, die Schüler, Studenten und junge Wissenschaftler mit Hilfe von Stipendien in ihren Studien unterstützen. Durch die Einführung von Studiengebühren und die gewünschte Mobilität während der akademischen Laufbahn hat die Zahl der Stipendien in Deutschland zugenommen.